# Tarnówka (gmina Kłodawa)
Tarnówka – wieś w Polsce położona w województwie wielkopolskim, w powiecie kolskim, w gminie Kłodawa.
W latach 1975–1998 miejscowość należała administracyjnie do województwa konińskiego.